# Vallerano
Vallerano is een gemeente in de Italiaanse provincie Viterbo (regio Latium) en telt 2568 inwoners (31-12-2004). De oppervlakte bedraagt 15,5 km², de bevolkingsdichtheid is 161,82 inwoners per km².

## Demografie
Vallerano telt ongeveer 1028 huishoudens. Het aantal inwoners steeg in de periode 1991-2001 met 2,4% volgens cijfers uit de tienjaarlijkse volkstellingen van ISTAT.
| Jaar | Inwoneraantal |
| ---- | ------------- |
| 1991 | 2446          |
| 2001 | 2505          |

## Geografie
De gemeente ligt op ongeveer 390 m boven zeeniveau.
Vallerano grenst aan de volgende gemeenten: Canepina, Caprarola, Carbognano, Fabrica di Roma, Soriano nel Cimino, Vignanello.

## Externe link

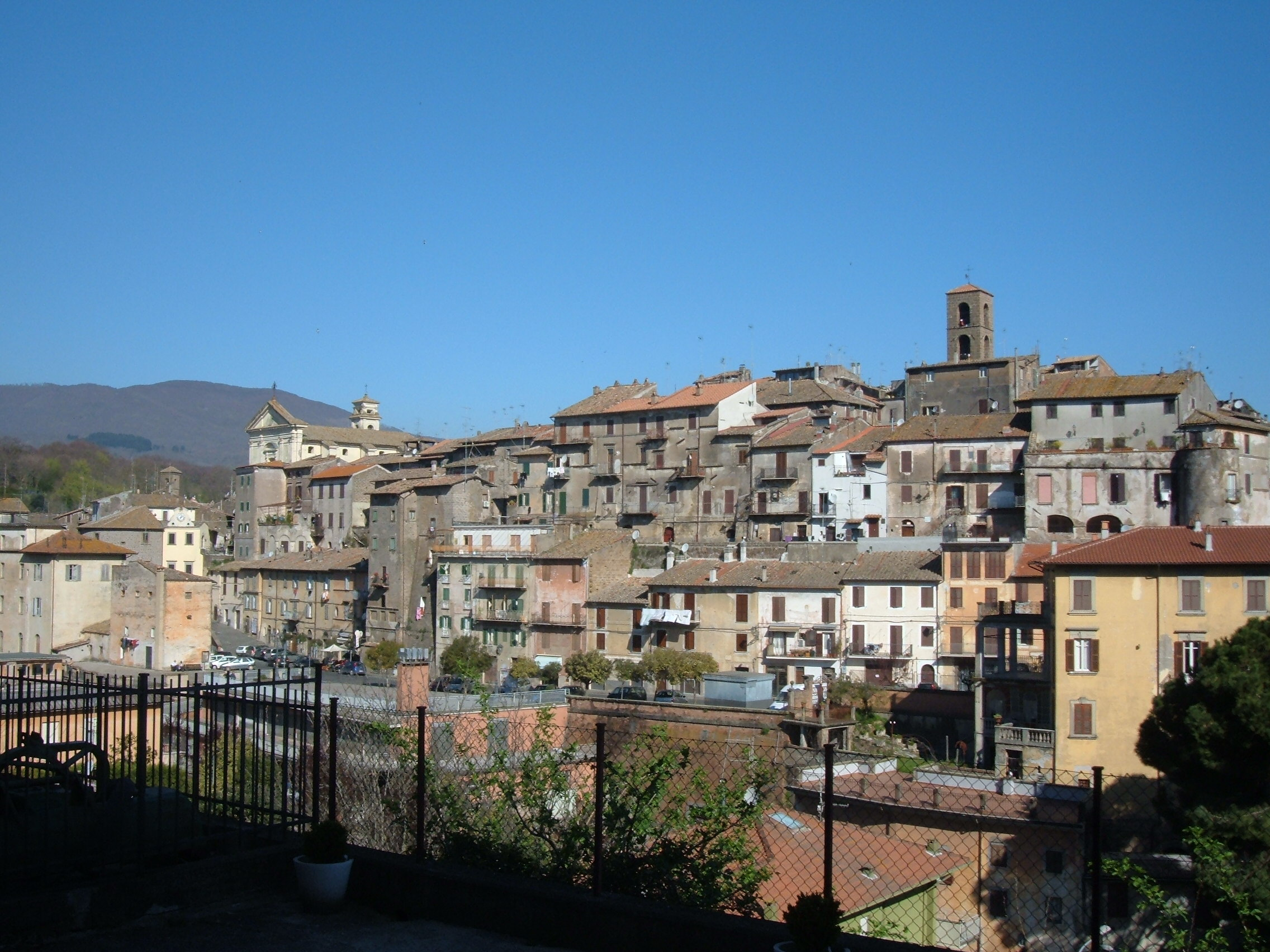